# Friedrich von Moltke

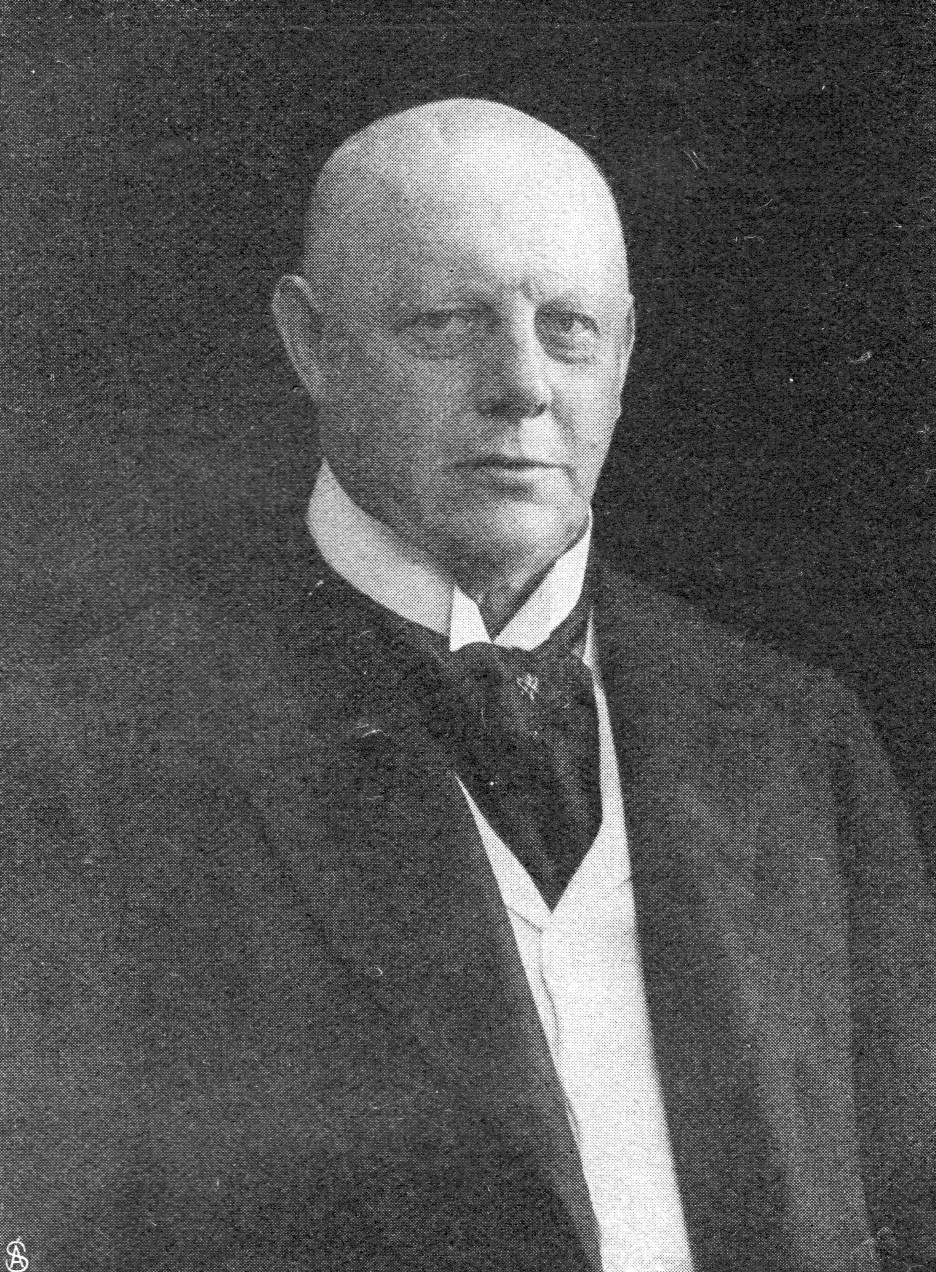
Freidrich von Moltke (circa 1907)

Friedrich Ludwig Elisa von Moltke (Ranzau, Holstein 1 mei 1852 - Klein Bresa, Silezië 10 december 1927) was een Duits staatsman en tevens een broer van kolonel-generaal Helmuth von Moltke, de chef van de Oberste Heeresleitung van het leger bij het begin van de Eerste Wereldoorlog.

## Biografie
Friedrich von Moltke stamde uit het adellijke geslacht 'Von Moltke' en was van 1885 tot 1890 landraad van Tost-Gleiwitz, van 1898 tot 1900 Regierungspräsident in Oppeln en vervolgens tot 1903 in Potsdam. In dat jaar werd hij eerste president van de provincie Oost-Pruisen, vervolgens in 1907 als opvolger van Theobald von Bethmann Hollweg minister van Binnenlandse Zaken van Pruisen, welk ambt hij tot 1910 bekleedde. Hij werd datzelfde jaar lid van het Pruisische Herrenhaus en in 1914 eerste president van de provincie Sleeswijk-Holstein. Beide ambten oefende hij uit tot 1918. Na zijn afscheid van de politiek ging hij nog een paar jaar rustig leven. Hij stierf op 75-jarige leeftijd in 1927.
Friedrich von Schuckmann · Gustav von Brenn · Gustav Adolf Rochus von Rochow · Adolf Heinrich von Arnim-Boitzenburg · Ernst von Bodelschwingh-Velmede · Alfred von Auerswald · Friedrich von Kühlwetter · Franz August Eichmann · Otto Theodor von Manteuffel · Ferdinand von Westphalen · Eduard Heinrich von Flottwell · Maximilian von Schwerin-Putzar · Gustav Wilhelm von Jagow · Friedrich Albrecht zu Eulenburg · Botho zu Eulenburg · Robert von Puttkamer · Ludwig Herrfurt · Botho zu Eulenburg · Ernst von Koeller · Eberhard Recke von der Horst · Georg von Rheinbaben · Hans von Hammerstein-Loxten · Theobald von Bethmann Hollweg · Friedrich von Moltke · Johann von Dallwitz · Friedrich Wilhelm von Loebell · Bill Drews · Carl Severing · Albert Grzesinski · Heinrich Waentig · Carl Severing · Franz Bracht · Hermann Göring
- Gemeinsame Normdatei: 117125105
- Virtual International Authority File: 5700751
- WorldCat: E39PBJxWRh8xWtFmgkpT7vfg8C